# Megaselia nigriclava
Megaselia nigriclava är en tvåvingeart som först beskrevs av Gabriel Strobl 1909.  Megaselia nigriclava ingår i släktet Megaselia och familjen puckelflugor. Inga underarter finns listade i Catalogue of Life.